# 宇宙への旅立ち
『宇宙への旅立ち』（原題：Journey）は、アメリカのロック・バンド、ジャーニーが1975年に発表した初のスタジオ・アルバム。本作の音楽性は、プログレッシブ・ロックに傾倒した内容となっている。母国アメリカのBillboard 200では138位止まりだったが、1975年5月21日に発売された日本盤は、オリコンLPチャートで4週チャート・インして最高72位に達した。

## 背景
1973年初頭、元サンタナのニール・ショーンはロス・ヴァロリー、ジョージ・ティックナー、プレイリー・プリンスと共に、ジャーニーの前身である「ゴールデン・ゲイト・リズム・セクション」というインストゥルメンタル・バンドを結成。同年夏にはショーンと共にサンタナで活動していたグレッグ・ローリーが加入し、1974年にはプリンスの脱退に伴いエインズレー・ダンバーを後任として迎えて、バンドはその後コロムビア・レコードとの契約を得た。
ジョージ・ティックナーは本作を最後にバンドを脱退したため、以後のアルバムではニール・ショーンが単独でギターを担当するようになった。

## 収録曲
3. 5. はインストゥルメンタル。
1. 時の彼方へ - "Of a Lifetime" (Gregg Rolie, George Tickner, Neal Schon) - 6:51
2. 朝はブルーさ - "In the Morning Day" (G. Rolie, Ross Valory) - 4:23
3. コホーテク - "Kohoutek" (N. Schon, G. Rolie) - 6:43
4. 君にイカした音楽を! - "To Play Some Music" (G. Rolie, N. Schon) - 3:16
5. トパーズ - "Topaz" (G. Tickner) - 6:11
6. 悲しい気分で/会話 - "In My Lonely Feeling/Conversations" (G. Rolie, R. Valory) - 4:56
7. 神秘の山 - "Mystery Mountain" (G. Rolie, R. Valory, Diane Valory) - 4:23

## 参加ミュージシャン
- グレッグ・ローリー - ボーカル、キーボード
- ニール・ショーン - リードギター、バッキング・ボーカル
- ジョージ・ティックナー - リズムギター
- ロス・ヴァロリー - ベース、ピアノ、バッキング・ボーカル
- エインズレー・ダンバー - ドラムス